# پوتشیتکی
پوتشیتکی (به چکی: Počítky) یک منطقهٔ مسکونی در جمهوری چک است که در ناحیه ژدار ناد سازاووو واقع شده‌است. پوتشیتکی ۶٫۰۲ کیلومتر مربع مساحت و ۲۲۰ نفر جمعیت دارد و ۶۰۳ متر بالاتر از سطح دریا واقع شده‌است.